# Spatularia michauxii
Spatularia michauxii là một loài thực vật có hoa trong họ Saxifragaceae. Loài này được (Britton) Small miêu tả khoa học đầu tiên năm 1903.